# Б'янка Марія Сфорца
Б'янка Марія Сфорца (5 квітня 1472, Мілан — 31 грудня 1510, Інсбрук) — імператриця Священної Римської імперії, друга дружина імператора Максиміліана I, дочка міланського герцога Галеаццо Марія Сфорца, представниця відомої династії Сфорца.

## Біографія
Дочка герцога міланського Галлеацо Маріа Сфорца і Бони Савойської. Після смерті батька її почав опікати дядько, Лодовіко Моро. Він видав її в шлюб з імператором Максиміліаном I, тоді ще німецьким королем. Овдовілий Максиміліан, який перед тим утратив кохану дружину Марію Бургундську, одружився з Б'янкою, як запевняють джерела, виключно заради багатого посагу. Посаг, отриманий новим родичем від Лодовіко Моро, становив 400 000 дукатів. Сам же Лодовіко у відповідь отримав від короля титул герцога (він узурпував його у свого малолітнього племінника, брата Б'янки).
Весілля відбулося в 1494 році в Мілані. Шлюб не був щасливим. Дітей не було. Імператор не відчував до дружини ні найменшої прихильності. Померла Б'янка у віці 38 років.